# Ricky Sobers
Ricky Sobers est un joueur américain de basket-ball né le 15 janvier 1953 à New York.

## Biographie
Né dans le Bronx à New York, il fréquente successivement le lycée de DeWitt Clinton, les Golden Eagles de Southern Idaho (community college) et les Rebels d'UNLV en NCAA. Sous la houlette de Jerry Tarkanian, il devient la première star d'une université jusqu'ici sans fait d'éclat sur le plan de basket-ball. Avec lui, les Rebels signent un bilan de 44 victoires pour seulement 11 revers. En senior, UNLV atteint le second tour du tournoi final NCAA. Il est le premier joueur d'UNLV nommé All-American.
Il est ensuite sélectionné en 16e position de la Draft 1975 de la NBA par les Suns de Phoenix (choix hérité des Braves de Buffalo en échange d'un premier tour de draft 1976, qui sera Adrian Dantley) . La franchise de l'Arizona connait une mauvaise période au milieu de la saison avec 18 défaites en 24 rencontres avant de terminer en boulet de canon avec 10 victoires sur les 13 derniers matchs pour obtenir un bilan de 42 victoires pour 40 revers suffisant pour accrocher les play-offs pour la première fois depuis la saison NBA 1969-1970. Avec Alvan Adams et Paul Westphal, la formation dirigée par John MacLeod atteint à la surprise générale les Finales NBA 1976 contre les Celtics de Boston menés par Dave Cowens et John Havlicek, après avoir éliminé successivement les SuperSonics de Seattle en six manches puis les champions sortants les Warriors de Golden State en sept manches. La cinquième manche, le 4 juin 1976, disputée en triple prolongation au Boston Garden, est une des rencontres légendaires de NBA,  remportée 128 à 126 par les Celtics malgré 25 points de Sobers et de multiples exploits de Westphal. Le tir à la dernière seconde de Gar Heard pour égaliser à 112 partout et accrocher la troisième prolongation est connu sous le nom de Shot Heard Round’ the World (« le tir entendu dans le monde entier », avec un jeu de mots sur Heard).
Le 6 septembre 1977; il est échangé pour Don Buse avec les Pacers de l'Indiana, franchise où il obtient sa meilleure année statistique avec 18,2 points par rencontre durant la saison NBA 1977-1978. Cette saison-là, il est le troisième meilleur passeur de la ligue (584 passes décisives), le 7e intercepteur (170 ballons volés) mais également le 3e aux pertes de balles (352).
Le 17 juillet 1979, il est envoyé aux Bulls de Chicago contre Mickey Johnson. Le 24 janvier 1983, il est engagé par les Bullets de Washington contre un second tour de draft 1983 (qui sera Sidney Lowe) et un second tour de draft 1985 (qui sera Tyrone Corbin). Le 19 juin 1984, il est envoyé par les Bullets avec Tim McCormick aux SuperSonics de Seattle en échange de Gus Williams.
Au cours de sa carrière NBA, il compile 10 902 points et 3 525 passes décisives.

## Distinctions personnelles
- Meilleur joueur de la West Coast Conference (1975)